# Le Blanc-Seing
Pour l’article ayant un titre homophone, voir Le Blanc-seing.
Le Blanc-Seing est un tableau du peintre belge René Magritte réalisé en 1965. Cette huile sur toile surréaliste représente un sous-bois entre les troncs duquel une femme à cheval n'est visible qu'en partie et de façon manifestement incohérente, la végétation qui devrait être cachée derrière cette cavalière et sa monture apparaissant localement devant eux. Reçue en don en 1985, l'œuvre est conservée à la National Gallery of Art, à Washington, aux États-Unis.